# Krasobruslení na Zimních olympijských hrách 1960
Krasobruslení na Zimních olympijských hrách 1960 probíhalo v hale Blyth Arena ve Squaw Valley.

## Medailové pořadí zemí
| Pořadí | Země                           | Zlato | Stříbro | Bronz | Celkově |
| ------ | ------------------------------ | ----- | ------- | ----- | ------- |
| 1.     | Spojené státy americké (USA)   | 2     | 0       | 2     | 4       |
| 2.     | Kanada (CAN)                   | 1     | 0       | 1     | 2       |
| 3.     | Tým sjednoceného Německa (EUA) | 0     | 1       | 0     | 1       |
| 3.     | Nizozemsko (NED)               | 0     | 1       | 0     | 1       |
| 3.     | Československo (TCH)           | 0     | 1       | 0     | 1       |
|        | Celkem                         | 3     | 3       | 3     | 9       |

## Medailisté

### Muži
| Disciplína | Zlato                                        | Výkon  | Stříbro                            | Výkon  | Bronz                         | Výkon  |
| ---------- | -------------------------------------------- | ------ | ---------------------------------- | ------ | ----------------------------- | ------ |
| muži       | David Jenkins · Spojené státy americké (USA) | 1440,2 | Karol Divín · Československo (TCH) | 1414,3 | Donald Jackson · Kanada (CAN) | 1401,0 |

### Ženy
| Disciplína | Zlato                                         | Výkon  | Stříbro                               | Výkon  | Bronz                                           | Výkon  |
| ---------- | --------------------------------------------- | ------ | ------------------------------------- | ------ | ----------------------------------------------- | ------ |
| ženy       | Carol Heissová · Spojené státy americké (USA) | 1490,1 | Sjoukje Dijkstrová · Nizozemsko (NED) | 1424,8 | Barbara Rolesová · Spojené státy americké (USA) | 1414,9 |

### Smíšené soutěže
| Disciplína        | Zlato                                          | Výkon | Stříbro                                                                 | Výkon | Bronz                                                                | Výkon |
| ----------------- | ---------------------------------------------- | ----- | ----------------------------------------------------------------------- | ----- | -------------------------------------------------------------------- | ----- |
| sportovní dvojice | Kanada (CAN) · Barbara Wagnerová · Robert Paul | 80,4  | Tým sjednoceného Německa (EUA) · Marika Kiliusová · Hans-Jürgen Bäumler | 76,8  | Spojené státy americké (USA) · Nancy Ludingtonová · Ronald Ludington | 76,2  |